# 44-й бомбардировочный авиационный полк
44-й бомбардировочный авиационный полк, он же 44-й скоростной бомбардировочный авиационный полк — воинская часть Вооружённых сил СССР в Великой Отечественной войне.

## История
Полк сформирован в период с 13 апреля по 22 мая 1938 года в Ленинградском военном округе. Принимал участие в походе Красной Армии в Польшу 1939 года и Зимней войне.
На 22 июня 1941 года базируется в Старой Руссе, имея на вооружении самолёты СБ в количестве 49 машин, из них 3 неисправных. Полк был подготовлен и по большей части действовал как полк ночных бомбардировщиков. Действует в Прибалтике и северо-западных районах РСФСР с первых дней войны, так 29 июня 1941 года полк производит разведку частей противника в районе Даугавпилс, Остров, Якобштадт, бомбит мост через Западную Двину у Якобштадта. Такой же вылет совершает 2 июля 1941 года.
Продолжает боевые действия на северо-западном направлении в июле-августе 1941 года, в середине июля 1941 года бомбит переправы и вражеские колонны на реке Луга, 26 июля 1941 года в тёмное время суток бомбардировал аэродромы в Крестах, Веретенье и Малитино. Вплоть до середины сентября 1941 года, до отвода на доукомплектование, действует в интересах правого крыла Северо-Западного фронта, также на северных и южных подступах к Ленинграду
В октябре 1941 года прибыл на Ленинградский фронт в составе 20 экипажей, готовых к ночным полётам. Личный состав полка уже был переучен на бомбардировщики Пе-2, но однако полк оставался вооружён самолётами СБ. Во время Тихвинских оборонительной и наступательной операций полк, в основном в тёмное время суток, действовал одиночными самолётами по вражеским колоннам, скоплениям танков и автомашин на подступах к Тихвину, в районе Облучье, Будогощь, Кукуй, Ругуй. Также действовал в тех районах и днём — небольшими группами под прикрытием истребителей. Всего за время боёв под Тихвиным полк совершил около 300 самолёто-вылетов. В 1942 году действовал в окрестностях Ленинграда, в частности над Лемболово.
За показанные образцы мужества и героизма в борьбе с немецкими захватчиками, за успешные боевые действия в период обороны Ленинграда 44-й скоростной бомбардировочный авиационный полк 22 ноября 1942 года приказом Народного комиссара обороны СССР № 374 преобразован в 34-й гвардейский бомбардировочный авиационный полк.
В составе действующей армии во время ВОВ c 22 июня 1941 по 19 сентября 1941 и с 19 октября 1941 по 22 ноября 1942 года.

## Полное наименование
- 44-й бомбардировочный Краснознамённый авиационный полк (44 Краснознамённый скоростной бомбардировочный авиационный полк (на июнь 1941 г.)

## Подчинение
| Дата            | Фронт (округ)                                                 | Армия                              | Корпус | Дивизия (бригада)                 | Примечания          |
| --------------- | ------------------------------------------------------------- | ---------------------------------- | ------ | --------------------------------- | ------------------- |
| 22.06.1941 года | Северный фронт                                                | -                                  | -      | 2-я смешанная авиационная дивизия | -                   |
| 01.07.1941 года | Северный фронт                                                | -                                  | -      | 2-я смешанная авиационная дивизия | -                   |
| 10.07.1941 года | Северный фронт                                                | -                                  | -      | 2-я смешанная авиационная дивизия | -                   |
| 01.08.1941 года | Северный фронт                                                | -                                  | -      | 2-я смешанная авиационная дивизия | -                   |
| 01.09.1941 года | Ленинградский фронт                                           | -                                  | -      | 2-я смешанная авиационная дивизия | -                   |
| 01.10.1941 года | -                                                             | -                                  | -      | -                                 | на переформировании |
| 01.11.1941 года | Ленинградский фронт                                           | -                                  | -      | 2-я смешанная авиационная дивизия | -                   |
| 01.12.1941 года | Ленинградский фронт                                           | -                                  | -      | 2-я смешанная авиационная дивизия | -                   |
| 01.01.1942 года | Ленинградский фронт                                           | -                                  | -      | 2-я смешанная авиационная дивизия | -                   |
| 01.02.1942 года | Ленинградский фронт                                           | -                                  | -      | 2-я смешанная авиационная дивизия | -                   |
| 01.03.1942 года | Ленинградский фронт                                           | -                                  | -      | -                                 | -                   |
| 01.04.1942 года | Ленинградский фронт                                           | -                                  | -      | -                                 | -                   |
| 01.05.1942 года | Ленинградский фронт (Группа войск Ленинградского направления) | -                                  | -      | -                                 | -                   |
| 01.06.1942 года | Ленинградский фронт (Ленинградская группа войск)              | -                                  | -      | -                                 | -                   |
| 01.07.1942 года | Ленинградский фронт                                           | Авиагруппа генерал-майора Жданова  | -      | -                                 | -                   |
| 01.08.1942 года | Ленинградский фронт                                           | Авиагруппа генерал-майора Жданова  | -      | -                                 | -                   |
| 01.09.1942 года | Ленинградский фронт                                           | Авиагруппа генерал-майора Андреева | -      | -                                 | -                   |
| 01.10.1942 года | Ленинградский фронт                                           | -                                  | -      | -                                 | на переобучении     |
| 01.11.1942 года | Ленинградский фронт                                           | -                                  | -      | -                                 | на укомплектовании  |

## Командиры
- Богородецкий Александр Константинович, полковник, 05.1938 - 12.1938
- Дмитриев, Николай Иванович, майор, 12.1938 - 12.03.1941
- Кочеванов, Василий Иванович, подполковник, 03.1941 - 12.03.1942, погиб
- Колокольцев, Михаил Николаевич, подполковник, 1942 - ?
- И. Ф. Ковалёв майор

## Награды и наименования
| Награда                | Дата       | За что получена |
| ---------------------- | ---------- | --- |
| Орден Красного Знамени | 21.03.1940 | За образцовое выполнение боевых заданий командования на фронте борьбы с финской белогвардейщиной и проявленные при этом доблесть и мужество |

## Отличившиеся воины полка
| Награда | Ф. И.О.                       | Должность                     | Звание               | Дата награждения | Данные о вылетах    | Примечания                         |
| ------- | ----------------------------- | ----------------------------- | -------------------- | ---------------- | ------------------- | ---------------------------------- |
|         | Алёшин Семён Михеевич         | командир звена                | капитан              | 10.02.1943       | 117 боевых вылетов. | 12.07.1942 совершил огненный таран |
|         | Бобров, Николай Александрович | воздушный стрелок-радист      | старший сержант      | 10.02.1943       | 67 боевых вылетов.  | член экипажа Алёшина С.М.          |
|         | Гончарук, Владимир Андреевич  | стрелок-бомбардир             | лейтенант            | 10.02.1943       | 58 боевых вылетов.  | член экипажа Алёшина С.М.          |
|         | Кожемякин, Иван Иванович      | военный комиссар эскадрильи   | батальонный комиссар | 21.03.1940       | 36 боевых вылетов.  | -                                  |
|         | Косякин, Сергей Иванович      | командир эскадрильи           | капитан              | 21.03.1940       | -                   | погиб 23.06.1941                   |
|         | Маркуца, Павел Андреевич      | командир звена                | старший лейтенант    | 22.07.1941       | -                   | погиб 22.11.1941                   |
|         | Трусов, Михаил Трофимович     | помощник командира эскадрильи | капитан              | 21.03.1940       | 16 боевых вылетов.  | -                                  |
|         | Шарапа, Владимир Ефимович     | штурман эскадрильи            | старший лейтенант    | 21.03.1940       | 46 боевых вылетов.  | -                                  |
|         | Юрченко, Фёдор Сергеевич      | штурман эскадрильи            | капитан              | 10.02.1943       | 143 боевых вылета   | умер от ран 16.10.1943 года        |

## Память
- Памятник воинам полка на Крестовой горе близ Токсово
- Лемболовская твердыня - в том числе, памятник капитану С. М. Алёшину, старшему лейтенанту В. А. Гончаруку и старшему сержанту Н. А. Боброву